# ハールク島
ハールク島(ペルシア語: جزیره خارک, 英語: Khark Island)は、ペルシャ湾に浮かぶイラン・イスラム共和国領の島。"ペルシア語: جزیره خارگ"と綴る場合もあり、この場合、ハールグ島（英語: Kharg Island）と呼ぶ。また日本では英語の綴りからカーグ島とも呼ばれる。イランの沖25キロメートルにあり、ホルムズ海峡からは北西に483キロメートルの位置にある。隣接する沿岸のブーシェフル州の行政下に置かれている。1986年に完成した世界最大級の石油輸出用の港があるが、イラン・イラク戦争中に爆撃を受けて大きな被害を受けた。被害の復旧は進んでいない。かつては良質な天然真珠を産する島として、アラビア語の地誌に記載されていた。

## 地理

### 自然環境
ブーシェフルの北西約57キロメートル、対岸のバンダレ・リーグからは約35キロメートルの位置にあるペルシャ湾に浮かぶサンゴ礁で囲まれた島。厳密には大小の2島からなる。気候は雨季と乾季があり、乾季には非常に暑くなる。乾季は3月に始まり約8か月間続く。気温は季節に応じて6℃から46℃まで上下する。雨季の平均気温は17℃だが、乾季は32-36℃になる。雨季に入るときに涼しい風が吹く。2つの島のうち、大きい方のハールク島は南北8キロメートル、東西4キロメートル程の広さ。平均海抜3メートル。なだらかな島で、平均勾配が10°から15°の間である。「物見山」という名前の付いた島の最高点は海抜87メートル。かつて昔はここに灯台があった。他に島の北部に"ペルシア語: کوه تخت（かんむり山）"と南部に"ペルシア語:  کوه لشکری（兵隊山）"などがある。小さい方の島の名は「ハールグ（ペルシア語: خارگو）」であり、昔からここに住む住民の呼び名である。なお、地元の人たちはスンニ派である。

### 産業
1920年代まで、天然真珠は高値で取引されていたが、1929年の世界大恐慌により真珠の需要が消し飛んだ。さらに、（ペルシア湾の真珠産業にとっては）折悪しく日本で真珠の養殖が成功し、1920年代から御木本幸吉らによる養殖真珠の量産が本格化する。1920年代末にはニューヨークやパリといった真珠の大消費地に日本産養殖真珠を販売する店が出店されるにいたり、ハールク島を含むペルシア湾の真珠漁は壊滅した。天然真珠漁に代わって有望な産業として台頭したのが石油の輸出・積み出し港湾としての役割である。
1956年に、ガチサラーン油田からパイプラインで引き込んだ石油を貯蔵するための施設の建設が始まった。1959年に完成した原油貯蔵施設の運用開始。1970年代半ばには大規模な石油ターミナル3つと天然ガスターミナル1つを有し、50万トンまでの大きさのタンカーがターミナルを利用できるようになった。その結果、ハールク島はイラン製石油の主要ターミナルとして、また世界最大級の設備を擁することとなり、1980年代までイラン製石油の90%を取り扱った。しかしながら、1980年から1988年にかけてのイラン・イラク戦争でイラク空軍により2800回以上に及ぶ空爆を受け、1986年の秋にはほとんどすべてのターミナル施設が破壊され、使用不能になった。1988年の終戦後も復旧は遅々として進まなかった。なお、戦争中にハールク島に係留されていた船が損傷を受けたことに関連して、イギリスの契約法に関する判例The Kanchenjunga [1990] 1 Lloyd's Rep 391 が出た。
2009年に、イランは9億5000万バレルの原油を南ハールク石油ターミナルから輸出又は取引した。2012年のイランの原油の約98%の取り扱いがハールク石油ターミナルで行われた。
イラン・イラク戦争以前のハールク島の石油ターミナルの様子

## 歴史

### アケメネス朝の碑文
後述のようにかつてはヘレニズム時代の墳墓跡がハールク島最古の人類居住の痕跡と考えられていたが、2007年11月14日「楔形文字で記された古代ペルシア語の碑文が発見された」と報道された。碑文はアケメネス朝（ハカーマニシュ朝）のものであり、サンゴ石に古代ペルシア語の楔形文字が刻まれていた。アケメネス朝の碑文は通常、きれいに揃っているが、この碑文は不規則に並んだ5行の文でできていた。
イラン系メディアによる発見の報道に対して、他のペルシア湾岸諸国の報道メディアは、碑文が偽造されたものではないかと疑った。
碑文は考古学者のレザー・モラーディー・ギヤース・アーバーディーが調査し、その様子はイラン国営メディアがドキュメンタリー番組で放映した。
2008年5月31日、碑文は何者かによって深刻な破壊を受けた。破壊は鋭利な刃物のようなもので慎重に行われており、破壊された箇所は碑文の70％に及んだ。

### ヘレニズム時代の墳墓跡
ハールク島に人類がいたことを示す考古学的証拠は、1898年に Captain A. W. Stiffe により初めて報告された。彼の発見についての研究は、1910年に F. Sarre 及び E. Herzfeld により出版された。彼らが発見したのは、切り出された石からなる2つの墓であり、それぞれにアーチ状の出入り口を持つ20余りの小規模な玄室と、これらに連なるメインホールがあった。南側の墓の深さは、13メートル (43 ft)。くつろいで酒を飲む男性の浮き彫りがあった。また、これとともに、損傷しているがニーケーと推定される浮き彫りも頂上部が球状になった柱の表面にあった。これらの浮彫はパルミュラのセレウコス朝-アルシャク朝の様式であるとされるが、異説もある。Mary-Joseph Steve は、出土した2つの墓が、パルミュラの様式よりもペトラに見られるナバテアの建築を思わせるとした。
それまで、83基の石を切り出して作られた墓と、63基の石柱墓が研究されてきたが、Mary-Joseph Steve によると、石を切り出して作られた墓は4種類に分けられる。単室のもの、多様な形状の浅いところにあるもの、穴状の墓、そして（ハールク島で発掘されたような）多室複合墓である。さらに Mary-Joseph Steve によると、ハールク島の出土墓群の中には、ネストリウス派キリスト教の十字架がいくつかあったという。しかしながら、ネストリウス派の文献にはハールク島に言及したものがない。また、中心に火を祀る大理石の祭壇を有した約7.5メートル (25 ft)の大きさの粗末な石の寺院の廃墟があった。

### 文献史学
西暦982年頃に書かれた『世界の境界の書』には、良質な真珠を産する島として言及されている。また、1665年にはフランス人の旅行家ジャン・ド・テヴノが訪れ、カナートが古代の灌漑跡ではないかと記録を残している。1753年にオランダが交易所と砦を築いたが、1766年にバンダレ・リーグの総督により占領された。1838年のヘラート包囲の際にはイギリスに一時的に占領された。